# Germaine Malépart
 (avril 2023).
La mise en forme du texte ne suit pas les recommandations de Wikipédia : il faut le « wikifier ».
Les points d'amélioration suivants sont les cas les plus fréquents :
- Les titres sont pré-formatés par le logiciel. Ils ne sont ni en capitales, ni en gras.
- Le texte ne doit pas être écrit en capitales (les noms de famille non plus), ni en gras, ni en italique, ni en « petit »…
- Le gras n'est utilisé que pour surligner le titre de l'article dans l'introduction, une seule fois.
- L'italique est rarement utilisé : mots en langue étrangère, titres d'œuvres, noms de bateaux, etc.
- Les citations ne sont pas en italique mais en corps de texte normal. Elles sont entourées par des guillemets français : « et ».
- Les listes à puces sont à éviter, des paragraphes rédigés étant largement préférés. Les tableaux sont à réserver à la présentation de données structurées (résultats, etc.).
- Les appels de note de bas de page (petits chiffres en exposant, introduits par l'outil «  Source ») sont à placer entre la fin de phrase et le point final[comme ça].
- Les liens internes (vers d'autres articles de Wikipédia) sont à choisir avec parcimonie. Créez des liens vers des articles approfondissant le sujet. Les termes génériques sans rapport avec le sujet sont à éviter, ainsi que les répétitions de liens vers un même terme.
- Les liens externes sont à placer uniquement dans une section « Liens externes », à la fin de l'article. Ces liens sont à choisir avec parcimonie suivant les règles définies. Si un lien sert de source à l'article, son insertion dans le texte est à faire par les notes de bas de page.
- La présentation des références doit suivre les conventions bibliographiques. Il est recommandé d'utiliser les modèles {{Ouvrage}}, {{Chapitre}}, {{Article}}, {{Lien web}} et/ou {{Bibliographie}}. Le mode d'édition visuel peut mettre en forme automatiquement les références.
- Insérer une infobox (cadre d'informations à droite) n'est pas obligatoire pour parachever la mise en page.

Pour une aide détaillée, merci de consulter Aide:Wikification.
Si vous pensez que ces points ont été résolus, vous pouvez retirer ce bandeau et améliorer la mise en forme d'un autre article.
Germaine Malépart est une professeure et interprète de piano canadienne. Elle est née le 7 juillet 1898, dans le quartier Saint-Vincent-De-Paul de la ville de Laval.

## Biographie

### Formation et débuts
Elle commence ses études au piano au jeune âge de 7 ans, aux côtés de son maître de musique, Arthur Ledontal. Elle commence déjà à faire des concerts à l’âge de 13 ans, ses premiers se déroulant au Ladies’ Morning Musical Club, à Montréal. Déjà à son jeune âge, elle arrivait à interpréter sans difficultés des pièces virtuoses sans évoquer de difficultés. En 1917, à l’âge de 19 ans, elle obtient le prix d’Europe pour piano, qui lui est décerné par l’Académie de Musique du au Ladies’ Morning Musical Club. Trois ans plus tard, en 1920, elle obtient la bourse d’études du Ladies’ Morning Musical Club. L’argent des bourses et des prix vont lui permettre de partir en 1918 avec sa famille pour s’installer en Europe durant 5 ans, plus précisément à Paris. Durant ces 5 années, elle étudie au Conservatoire de Paris le piano. Plus précisément avec Isidor Philip et Maurice Amour comme professeurs d’instruments. Elle étudie la composition et l’harmonie aux côtés de Roland Broche.

### Carrière d'interprète
Durant ses années à Paris, elle aura aussi l’honneur de jouer à la salle Galveau ainsi que la salle Pleyel, deux grandes salles de Paris. Après son retour à Montréal, elle se produit à la salle Ritz-Carlton, où elle va présenter un récital. Son jeu est très prisé à la suite de ce concert, on dit de son jeu qu’il est précis, distingué et sincère. À la suite de cela, Germaine Malépart va se produire dans plusieurs concerts ainsi que de nombreuses tournées partout au Canada, ainsi qu’aux États-Unis. Parmi ces concerts, on peut nommer celui où elle a été soliste avec l’Orchestre Symphonique de Montréal, le 26 février 1935.

### Enseignement
À partir de 1942, elle arrête les concerts et se consacre pleinement à l’enseignement. Elle enseigne principalement à l’École supérieure de musique d’Outremont, et au Conservatoire de Musique de Montréal. Parmi ses élèves, on retrouve plusieurs musiciens réputés tels que Lise Boucher, Andrée Desautels, Pierre Hétu, Claude Savard et plusieurs autres. C’est le 19 avril 1963 que Germaine Malépart décède, à Montréal. Son héritage et son influence se font encore ressentir plusieurs années après sa mort, en raison du grand nombre de musiciens à succès qu’elle a formée durant sa carrière d’enseignante. De plus, en 1978, une salle du Conservatoire de Musique de Montréal a été baptisée en son nom.

## Prix et bourses reçus
- 1917 : Prix d’Europe pour Piano
- 1920 : Boursière du Ladies’ Morning Musical Club

## Concerts notables
- 7 janvier 1924 : Concert à Fort Gary avec Stella Boyd
- 25 novembre 1924 : Concert au Ritz Carlton avec Mary Izard
- 13 décembre 1926 : Concert au Ritz Carlton avec Albert Chamberland, Jean Belland et Eugène Chartier
- 26 février 1935 : Soliste avec l’Orchestre Symphonique de Montréal
- 11 mars 1941 : Soliste avec l’Orchestre Symphonique de Montréal